# HD 215497
HD 215497 är en ensam stjärna belägen i den norra delen av stjärnbilden Tukanen. Den har en skenbar magnitud av ca 8,96 och kräver ett teleskop för att kunna observeras. Baserat på parallax enligt Gaia Data Release 2 på ca 24,6 mas, beräknas den befinna sig på ett avstånd på ca 132 ljusår (ca 41 parsek) från solen. Den rör sig bort från solen med en heliocentrisk radialhastighet på ca +49 km/s.

## Egenskaper
HD 215974 är en orange till gul stjärna i huvudserien av spektralklass K3 V. Den har en massa som är ca 0,86 solmassor, en radie som är ca 0,87 solradier och har ca 0,47 gånger solens utstrålning av energi från dess fotosfär vid en effektiv temperatur av ca 5 100 K. Den är metallrik och har ett betydligt större överskott än solen av element tyngre än helium.
En undersökning 2015 uteslöt förekomsten av följeslagare inom beräknade avstånd av 26 till 300 astronomiska enheter.

## Planetssystem
Två exoplaneter, som tillkännagavs 2009, har upptäckts kretsa kring stjärnan. Båda planeterna är mindre massiva än Jupiter. Den inre exoplaneten HD 215497 b kretsar mycket nära stjärnan och kallas en "het superjord". Den yttre exoplaneten HD 215497 c är en jätteplanet och har en bana med hög excentricitet på ett avstånd av ca 1,282 AE. En kontroll av transiteringar av den inre planeten visade inga passager.
| Planet | Massa      | Halv storaxel (AE) | Siderisk omloppstid (d) | Excentricitet | Inklination | Radie |
| ------ | ---------- | ------------------ | ----------------------- | ------------- | ----------- | ----- |
| b      | ≥6,6 ⊕     | 0,047              | 3,93404 ± 0,00066       | 0,16 ± 0,09   | -           | -     |
| c      | ≥0,33 ± MJ | 1,282              | 567,94 ± 2,70           | 0,49 ± 0,04   | -           | -     |